# Samsu-ditana
Samsu-ditāna (dal cuneiforme sa-am-su-di-ta-na ; 1645 a.C. circa – 1585 a.C. circa) è stato un sovrano babilonese dell'antico periodo babilonese. Fu l'undicesimo e ultimo re degli Amorrei della I dinastia di Babilonia e regnò per 31 anni (dal 1625 al 1595 a.C. secondo la cronologia media, dal 1562 al 1531 a.C. secondo la cronologia bassa). Il suo regno è soprattutto noto per la sua fine, con l'improvvisa caduta di Babilonia a causa dell'invasione degli Ittiti.

## Storia
Era il pronipote di Hammurabi. Sebbene il regno babilonese si fosse notevolmente ridotto all'apice raggiunto sotto questo illustre antenato, si estendeva ancora a nord da Babilonia e dall'Eufrate fino a Mari e a Terqa. Per la maggior parte, sembra non essere stato un re bellicoso e che si sia accontentato di governare da Babilonia, poiché nessuno dei nomi degli anni di regno descrive guerre o la costruzione di edifici monumentali. Riguardano piuttosto doni agli dei e l'erezione di statue a lui dedicate. Nessuna lapide iscritta a suo nome è sopravvissuta. Un'epopea reale dedicata a Gulkišar, il sesto re della seconda dinastia di Babilonia, la I dinastia del Paese del Mare, descrive la sua inimicizia verso Samsu-ditāna.
Samsu-ditāna apparentemente temeva un attacco, come testimoniano i testi tamitu —delle domande oracolari rivolte agli dei Šamaš e Hadad che nominano sette nemici "ribelli". Tuttavia, non era in grado di impedirlo, poiché lo Stato babilonese era in decadenza: le cariche erano diventate ereditarie, usurpando la prerogativa reale, e si accettavano pagamenti al posto del servizio militare per finanziare una burocrazia ipertrofica. Il colpo di grazia venne da un'incursione del re ittita Muršili I nel 1595 a.C., che portò alla saccheggio e alla completa devastazione di Babilonia, come scritto nella Cronaca dei Primi Re. L'incursione di Muršili mirava a impadronirsi di bottino e a catturare prigionieri, senza nessuna occupazione duratura, una strategia che aveva precedentemente impiegato contro Halpa (l'antica Aleppo). Il racconto ittita appare nell'editto di Telipinu, che recita: "Successivamente marciò verso Babilonia e distrusse Babilonia, sconfisse le truppe hurrite e riportò prigionieri e possedimenti di Babilonia a Hattusa".
Gli Ittiti rimossero le statue della divinità tutelare babilonese Marduk e della sua consorte Sarpatinum per trasportarle a Ḫani, dove sarebbero rimaste fino al regno del re cassita Agum-Kakrime, circa 24 anni dopo. Di Babilonia rimasero rovine e non fu rioccupata fino all'avvento della dinastia cassita; i documenti provenienti da Tell Muḥammad sono datati dal numero di anni dopo che fu reinsediata, sotto il regno di Šipta’ulzi. È possibile che Samsu-ditana abbia regnato ancora qualche anno dopo l'incursione di Muršili I: i Cassiti si affermarono in questa fase di estrema debolezza e frammentazione del regno babilonese, ma si erano già inseriti fin dai tempi di Samsu-iluna.

## Iscrizioni
1. ↑  BM 33332 Lista reale babilonese A i 2.
2. ↑  BM 38122 Lista reale babilonese B II.
3. ↑  (EN) JNES 14, 137-160 (P392115), su CDLI. URL consultato il 13 febbraio 2023.
4. ↑  Cronaca dei Primi Re (ABC 20) tavoletta BM 96152, rovescio, linea 11: ana tar-ṣi mŠamaš-di-ta-na kurḪat-tu-ú ana kurAkkadiki [illlik-ma].
5. ↑  Editto di Telipinu (CTH19), KBo 3.1, KBo 7.15, KBo 12.4.